# Mykola Kuksenkov
Mykola Kuksenkov (né le 2 juin 1989 à Kiev) est un gymnaste ukrainien, devenu russe le 23 avril 2013.

## Carrière
Lors des championnats d'Europe 2011 qui se tiennent à Berlin en Allemagne, il obtient la médaille de bronze au concours général individuel. 
Lors des Jeux olympiques de Londres, il termine 4e du concours général individuel et médaillé d'argent par équipes. Lors de ce dernier, son équipe se voit dans un premier temps attribuer la médaille de bronze avant qu'une réclamation japonaise n'aboutisse en sa défaveur[réf. nécessaire].

## Palmarès

### Jeux olympiques
- Rio 2016
  -  médaille d'argent au concours par équipes

- Londres 2012
  - 4e au concours général individuel
  - 4e au concours par équipes

### Championnats du monde
- Doha 2018
  -  médaille d'argent au concours par équipes

- Glasgow 2015
  - 4e au concours par équipes
  - 6e au concours général individuel

- Nanning 2014
  - 5e au concours par équipes
  - 9e au concours général individuel
  - 6e à la barre fixe
  - 8e aux barres parallèles

- Tokyo 2011
  - 5e au concours par équipes
  - 7e au concours général individuel

- Rotterdam 2010
  - 4e au concours général individuel

- Londres 2009
  - 9e au concours général individuel

- Aarhus 2006
  - 21e au concours général individuel

### Championnats d'Europe
- Glasgow 2018
  -  médaille d'or au concours par équipes

- Berne 2016
  -  médaille d'or au concours par équipes
  - 5e au cheval d'arçons

- Montpellier 2015
  - 11e au concours général

- Sofia 2014
  -  médaille d'or au concours par équipes
  - 4e au cheval d'arçons
  - 5e aux barres parallèles

- Berlin 2011
  -  médaille de bronze au concours général individuel
  - 4e aux barres parallèles
  - 6e à la barre fixe

- Milan 2009
  -  médaille de bronze  à la barre fixe

### Jeux européens
- Bakou 2015
  -  médaille d'or au concours par équipes